# آبی (فیلم ۱۳۷۹)
آبی نام فیلمی است به کارگردانی حمید لبخنده با بازی هدیه تهرانی، بهرام رادان، حسن جوهرچی، جمال اجلالی و شیلا خداداد محصول سال ۱۳۷۹ است.

## خلاصه داستان
دختری جوان به نام مهتاب (هدیه تهرانی) در خیابان با ماشین فرد مسافرکشی به نام ارسطو (بهرام رادان) در خیابان تصادف کرده و فرار می‌کند. ارسطو (بهرام رادان) با کمک دوست خود اتومبیل مهتاب را پیدا می‌کند و بعد از قطعه قطعه کردن آن را به مهتاب (هدیه تهرانی) تحویل می‌دهد. مهتاب برای تلافی کار او به دروغ به پدر و مادر ارسطو می‌گوید که پسرشان او را اغفال کرده و والدین ارسطو بدون فوت وقت آن دو را به عقد هم درمی‌آورند. بعد از ازدواج، مهتاب مهریه و طلاق می‌خواهد و از طرفی دیگر چون باخبر می‌شود که پدرش قصد ازدواج مجدد دارد در صدد آزار ارسطو برمی آید. اما وقتی با پدرش صحبت می‌کند پشیمان می‌شود و مهتاب (هدیه تهرانی) ضمن عذرخواهی از ارسطو، سند ازدواج خود را به ارسطو (بهرام رادان) می‌دهد تا مراسم طلاق انجام شود که در این موقع ارسطو از او تقاضای ماندگاری می‌کند.

## بازیگران
- هدیه تهرانی در نقش مهتاب
- بهرام رادان در نقش ارسطو
- حسن جوهرچی در نقش پوریا
- اسماعیل شنگله در نقش پدر مهتاب
- جمال اجلالی در نقش پدر ارسطو
- بهناز محرر
- پوراندخت مهیمن در نقش مادر مهتاب
- آزیتا لاچینی در نقش مادر ارسطو
- شیلا خداداد در نقش همسر پوریا
- مهدی پاکدل در نقش یاشار
- مژگان ربانی
- نغمه مکری
- آرام جعفری
- حامد دالایی
- حشمت‌الله آرمیده در نقش عاقد
- آشیداس شجاع‌زاده
- نیما ایران‌نژاد
- مرتضی کاظمی
- حسن فیلی
- اصغر احدی
- مرتضی امامی